# Pont Boutiron
Le pont Boutiron ou pont de Boutiron est un pont routier sur l’Allier, en aval de Vichy, à proximité du lieu-dit Boutiron, situé sur la commune de Creuzier-le-Vieux (Allier). Il relie les communes de Creuzier-le-Vieux, en rive droite, et de Charmeil, en rive gauche, par la RD 27. Inauguré en 1913, ce pont en béton armé est l’œuvre de l’ingénieur Eugène Freyssinet qui y a mis en œuvre pour la première fois un type de section frettés qui portent son nom : les articulations Freyssinet.
Il est inscrit aux Monuments historiques en 2021.

## Histoire

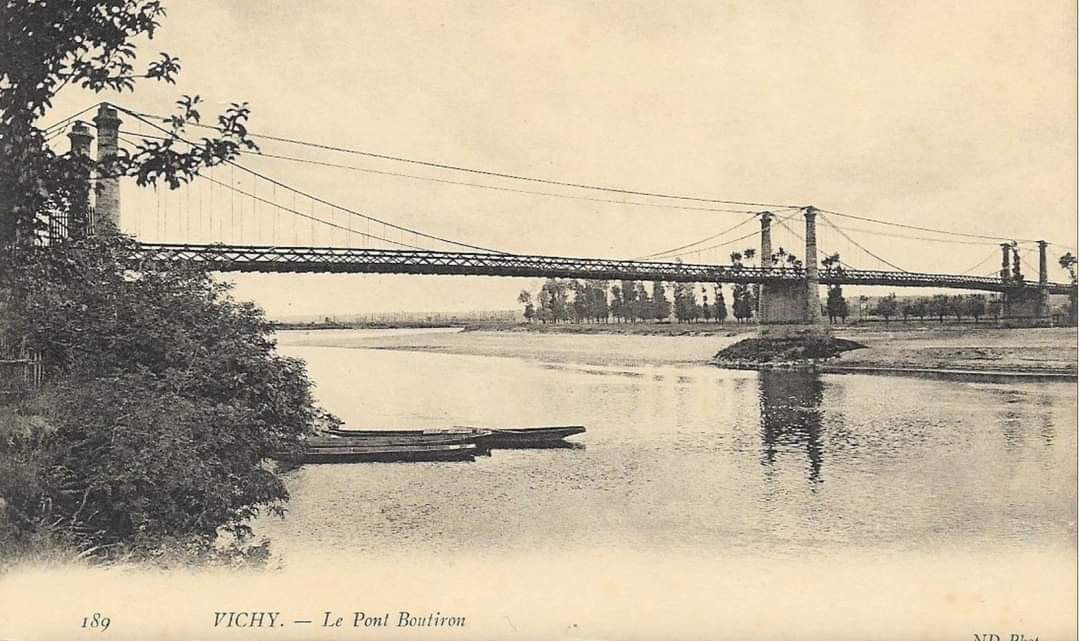
L'ancien pont suspendu

Un premier pont fut construit à cet endroit à partir de 1854, pour remplacer le bac ; dès 1856, il fut emporté par une des crues violentes de l'Allier. Il fut reconstruit en 1857 ; ce pont suspendu à tablier en planche de bois a servi jusqu’à la construction du pont de Freyssinet.
À la suite de sa rencontre avec Eugène Freyssinet dans son bureau où il vit la maquette d’une solution en béton armé du pont Boutiron, l’entrepreneur François Mercier proposa au département de l’Allier de remplacer trois ponts suspendus sur l'Allier qui posaient problème par des ponts en béton armé suivant la conception d’Eugène Freyssinet pour le prix de l’estimation du seul pont du Veurdre. Le marché ayant été conclu, avec Eugène Freyssinet pour en assurer le contrôle.

### Le pont du Veurdre et ses enseignements
Le premier pont fut construit en 1911-1912 au Veurdre (Allier).
Ce premier pont du Veurdre avait trois travées de portées 68 - 72,50 - 68 m avec des arcs articulés à la clé surbaissés au 1/15. Le pont étant construit sur cintre général, Freyssinet réutilisa la méthode de vérinage de la clé des arcs pour faire le décintrage. Quelque temps après la fin de la construction, il s’aperçut que les clés des arcs étaient descendues de 13 cm. Inquiet des conséquences d’un tel phénomène sur l’ouvrage qu’il avait conçu, il décida de recommencer l’opération de vérinage des clés pour les remettre au bon niveau avec l’aide de quatre hommes. Puis il bloqua les clés, en coulant du béton dans les vides. Il venait de constater les effets des déformations différées du béton — retrait et fluage — phénomènes qui étaient ignorés dans la circulaire relative à l'emploi du béton armé, du 20 octobre 1906. Le pont a été dynamité le 7 septembre 1944 par la Résistance.

### Le pont Boutiron
Pour la conception du pont Boutiron, Freyssinet a tenu compte de l’incident du pont du Veurdre. Le pont a la même conception que celui du Veurdre. Il a ajouté à la naissance des arcs des sections de béton rétrécies pour permettre une légère rotation de la section par plasticité du béton. Ce type de sections frettées est ce qu’on appelle des articulations Freyssinet. Le pont Boutiron fut construit ensuite (1912-1913). Le tablier a été décintré par vérinage des clés qui ont été ensuite bloquées.
La construction du pont fut compliquée par la survenance d’une crue de l’Allier, alors que les arcs en béton avaient été coulés mais n’avaient pas encore pris définitivement. Freyssinet put constater que les mouvements du cintre n’avaient pas entraîné de fissures dans le béton du tablier démontrant ainsi le comportement plastique du béton pendant sa prise. Eugène Freyssinet a raconté cette mésaventure :

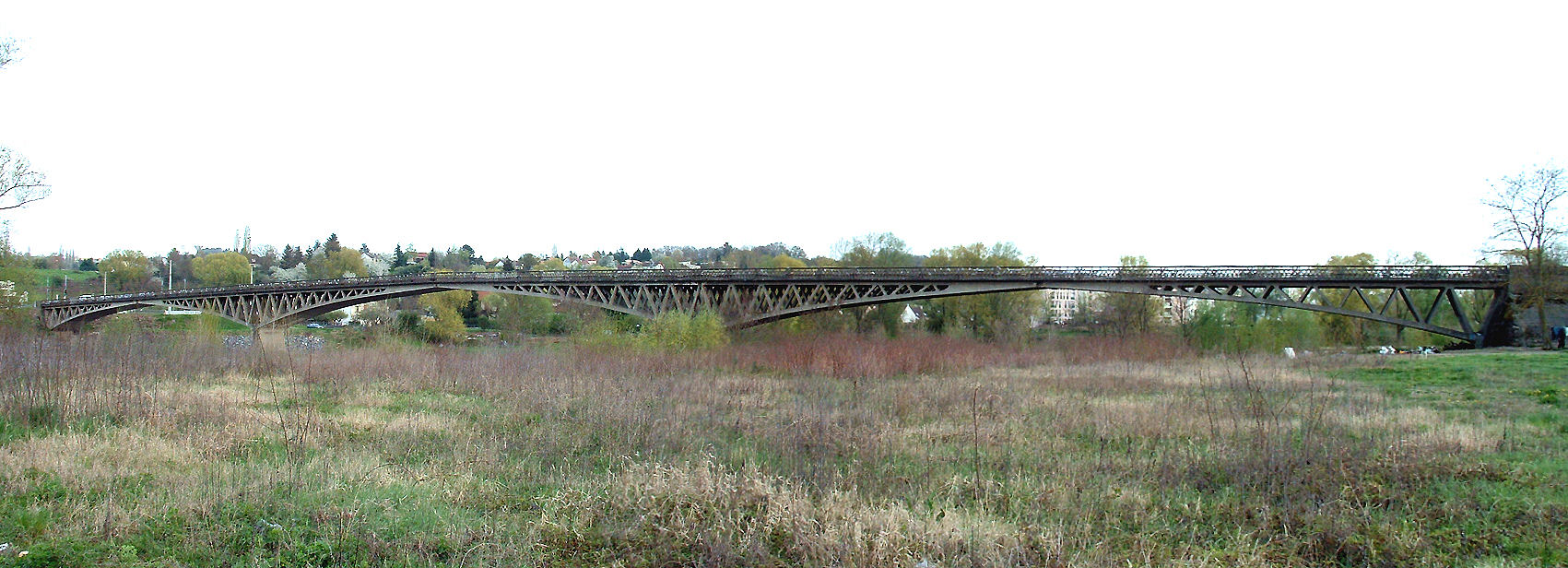
Vue d’ensemble du pont de Boutiron.

« Un soir, à la tombée de la nuit, nous arriva, comme un mur, une des plus violentes crues d'été observées depuis des siècles. Elle envoya dans mes cintres tous les hangars et les palissades d'une exposition en préparation à Vichy et tous les foins d'Auvergne qu'on venait de faucher…
Toute la journée, je fis approvisionner des planches, des troncs d'arbres et des enrochements. Le lendemain, on put travailler. Dans les fosses, je fis installer et remplir, avec des graviers du lit, de grands gabions en planches, maintenus par des fils d'acier ; dans le chenal profond, où le courant demeurait très violent, on établit des poussards faits de grosses grumes de sapin inclinées, arc-boutées en face des palées déversées et appuyées à leur base contre des enrochements jetés dans le lit. Puis avec mes vérins de décintrement et des vérins de relevage, je contraignis toutes mes têtes de palées à refaire un parcours exactement inverse de celui qu'elles avaient fait sous l'action de la crue. Dans un vacarme de bois brisés, voûtes, coffrages et armatures reprirent très exactement leurs formes initiales. Je donnais alors l'ordre de bétonner sans arrêt, jour et nuit, car j'avais une peur terrible de la seconde crue qui, d'après l'histoire de la rivière, suit souvent une première crue d'été. »

### Le pont de Châtel-de-Neuvre
Le troisième pont, celui de Châtel-de-Neuvre (Allier) fut commencé en 1914, mais en raison de la Première Guerre mondiale il ne fut achevé qu’en 1923. Il a été dynamité à l'été 1940 par les troupes françaises pour ralentir l'avancée allemande.

## Description

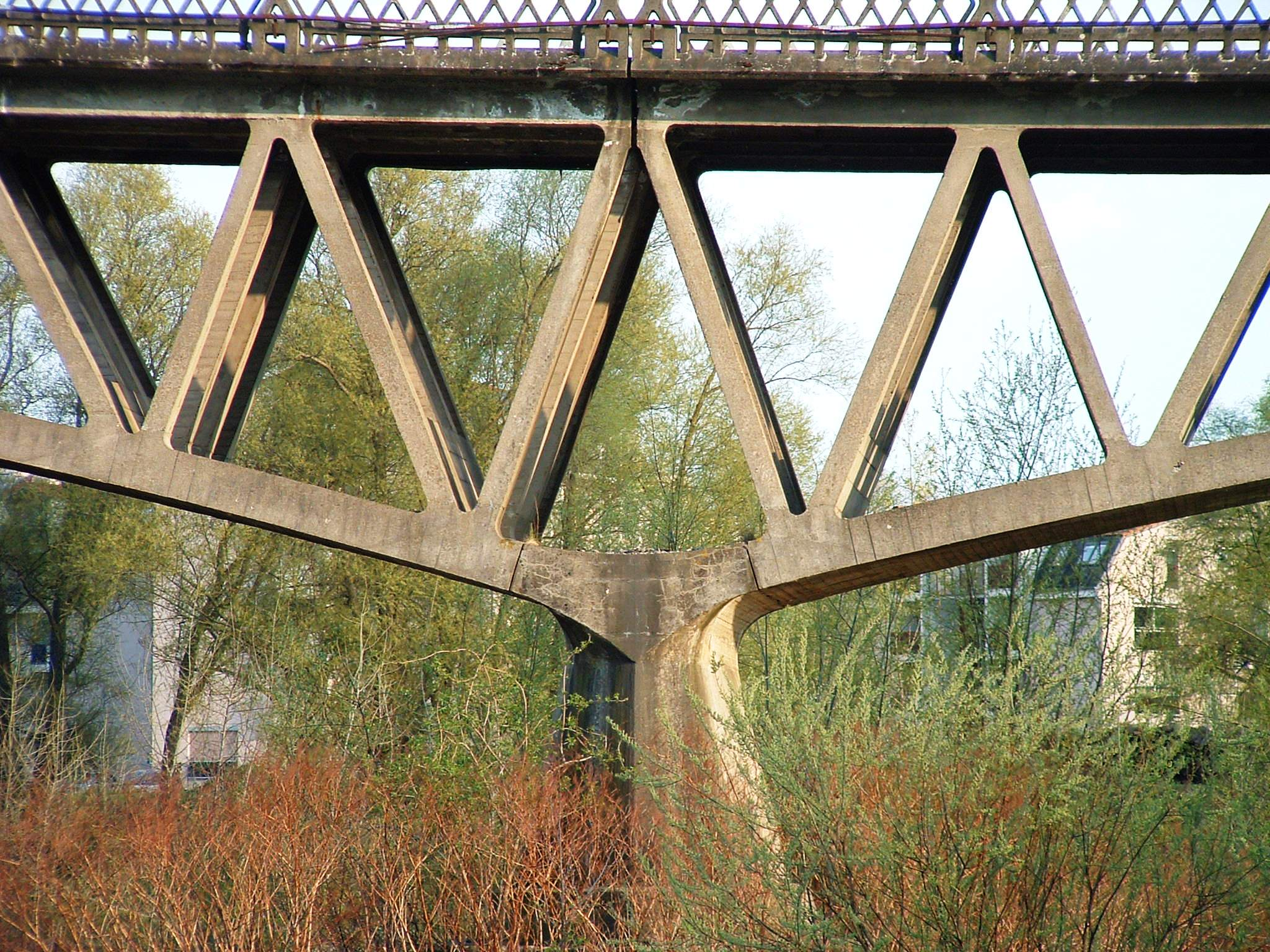
Structure du pont Boutiron.

Construit en béton faiblement armé, le pont Boutiron est un pont en arc à trois travées inégales. Les parapets, en béton préfabriqué, présentent un dessin ajouré comme le pont du Veurdre dont il est un sosie.
Le franchissement du pont est interdit aux poids lourds de plus de 3,5 tonnes.
Portée : 67 m - 72 m - 67 m (pont du Veurdre : 66 m - 72,50 m - 66 m).
Le tablier a été réalisé sur cintre général. Le décintrement se faisait par vérinage des arches à partir des clés situées à mi-portée. Depuis le pont de Veurdre où Freyssinet avait pu constater les effets du fluage, il lui était possible de mettre en place des vérins pour compenser ses effets dans le temps.
Ce qui doit être noté, c’est l’économie de matériau mis en œuvre pour la réalisation du tablier et la qualité des bétons puisque les garde-corps en béton d’origine sont toujours en place après presque un siècle.

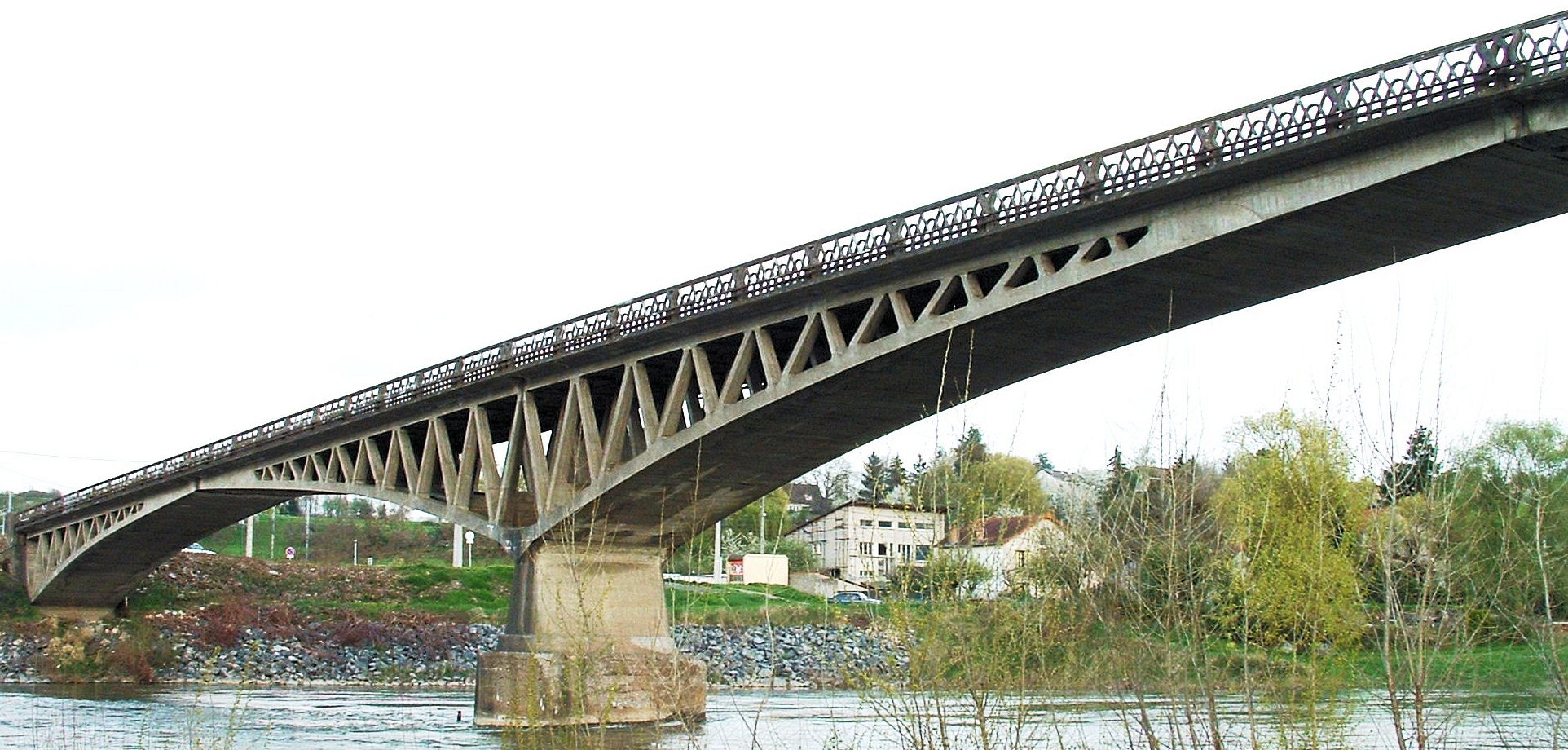
Demi-ouvrage.
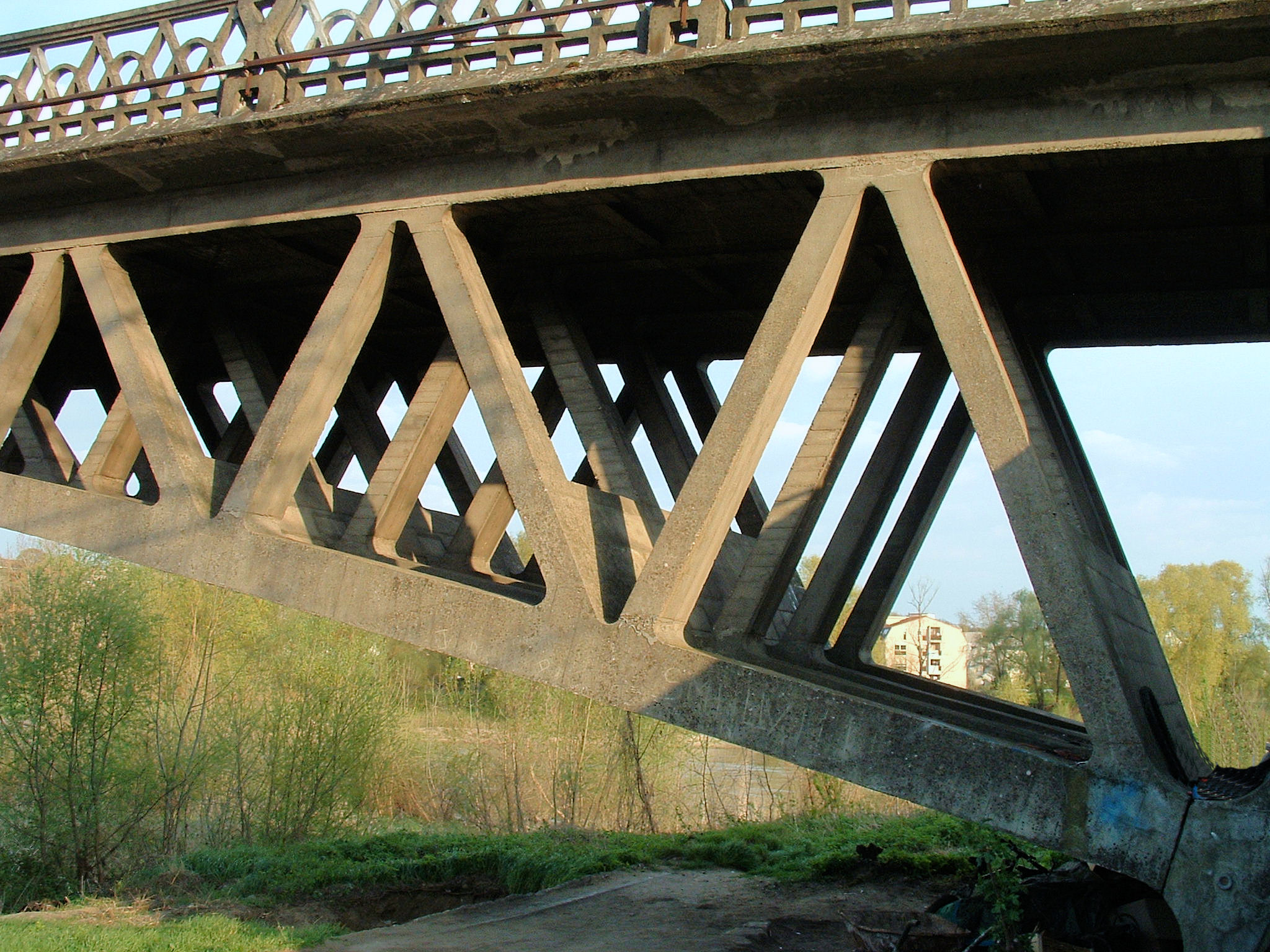
Triangulation.
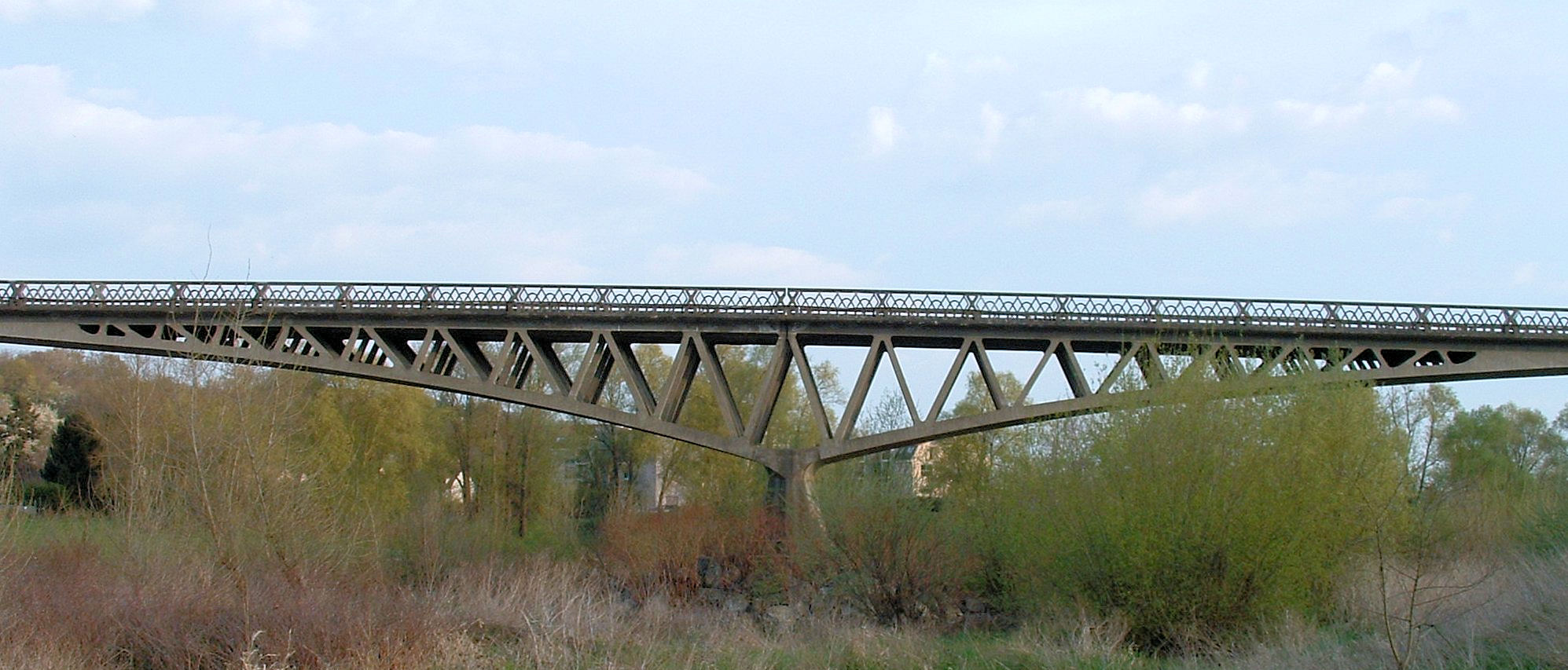
Demi-travée de part et d’autre d’une pile.
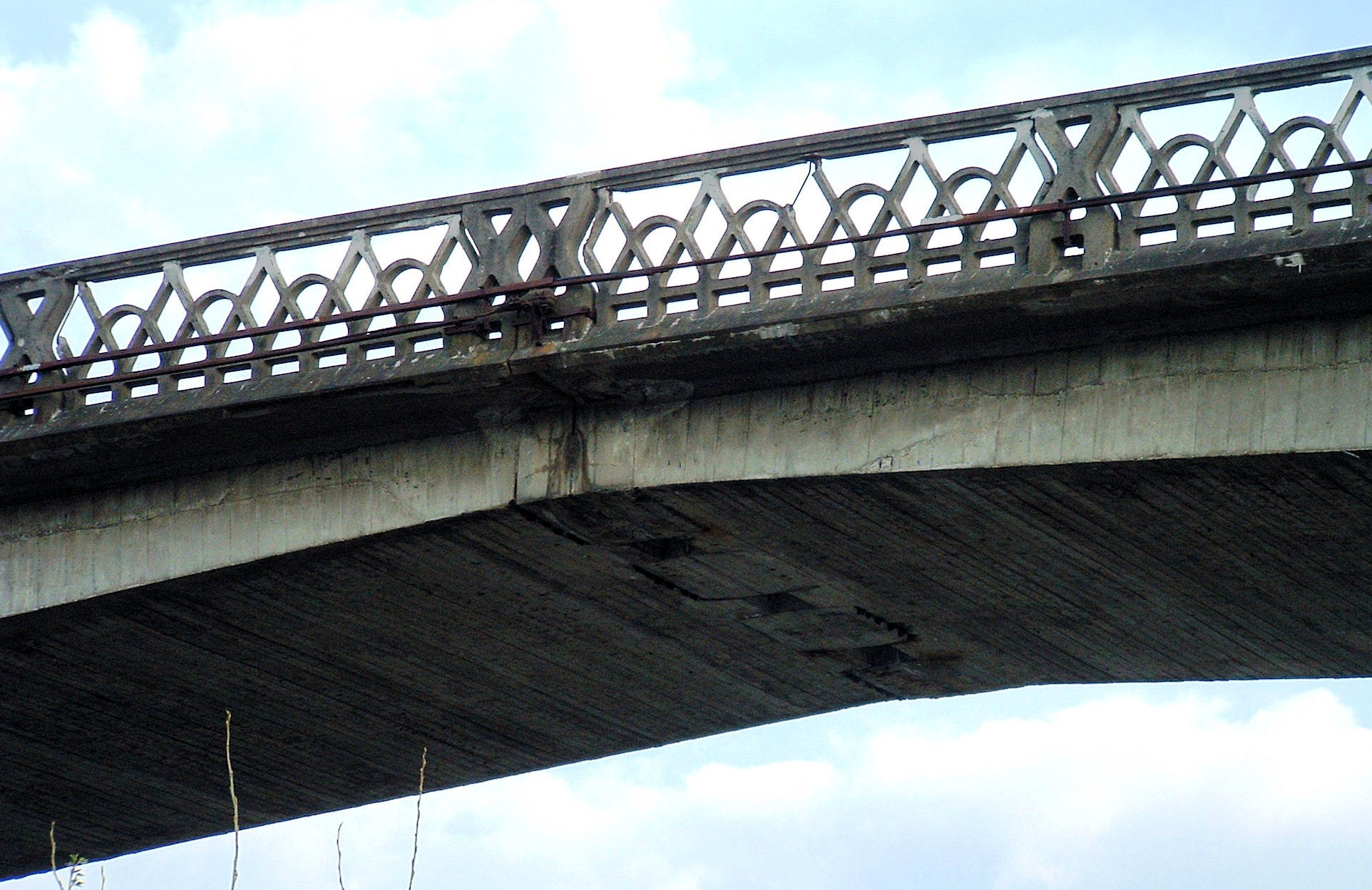
Clé de l’ouvrage avec les zones de vérinage pour le décintrement.

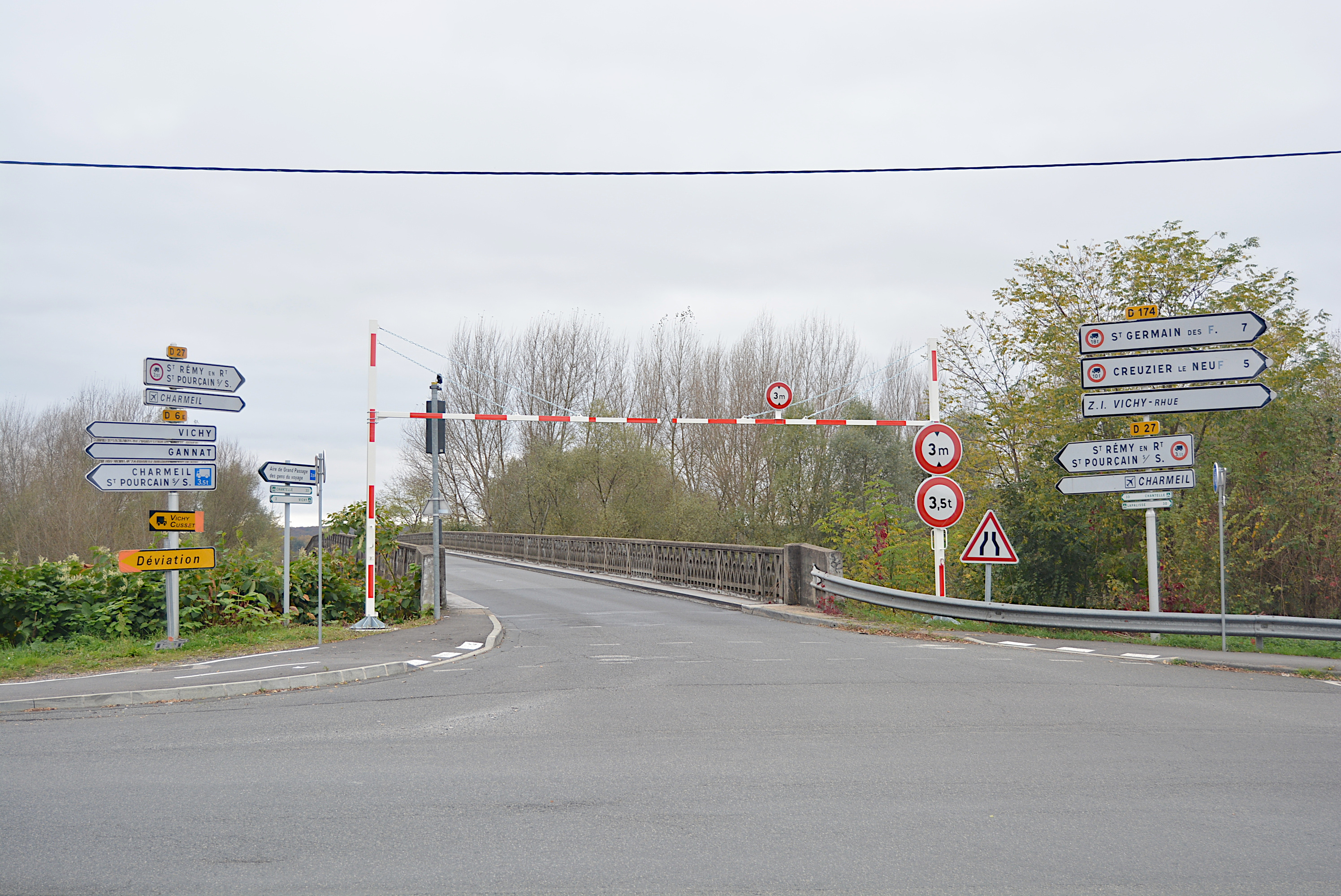
Entrée du pont côté Creuzier-le-Vieux après l'installation des portiques, en novembre 2021.

Entre septembre et octobre 2012, le pont Boutiron est fermé à la circulation pour des travaux de renforcement des piliers. Le coût des travaux s’élève à 315 000 euros.
En août 2021, des portiques sont installés de chaque côté du pont pour empêcher le passage de camions dont certains franchissaient le pont malgré l'interdiction aux véhicules de plus de 3,5 tonnes, pouvant conduire à la fragilisation de l'ouvrage. Le franchissement du pont est interdit aux véhicules de plus de 3 m de hauteur.
Le pont Boutiron est inscrit aux monuments historiques le 1er octobre 2021.